# Royal Excel Mouscron
A Royal Excel Mouscrion (2010 és 2016 között R. Mouscron-Péruwelz) belga labdarúgócsapat Hainaut megye Mouscron városában.

## Történet
Miután 2009-ben megszűnt a nagy múltú Royal Excelsior Mouscron csapata, Mouscron városa tárgyalni kezdett a közeli Péruwelz város futballcsapatának vezetőivel egy lehetséges új labdarúgó klub kialakításáról, így 2010-ben megszületett Mouscron és Péruwelz város közös futballcsapata Royal Mouscron-Péruwelz néven. A csapat a 2010-2011-es szezonban még a belga negyedik vonalban kezdte meg szereplését, és közel öt év alatt sikerült feljutniuk a belga élvonalba, ahol azóta is játszanak.